# Corazón partío
Corazón partío é uma canção do cantor espanhol Alejandro Sanz, composta e gravada para o álbum Más, de 1998. O hit permaneceu por 70 semanas na primeira posição das paradas latino-americanas e espanholas, tornando o cantor um dos mais importantes nomes da música espanhola, conquistando também os públicos latino-americano e estadunidense. No Brasil a canção foi incluída na trilha sonora internacional da telenovela Torre de Babel, da Rede Globo.

## Outras versões
- A cantora brasileira Ivete Sangalo convidou Alejandro Sanz, o qual conheceu no Rock in Rio Lisboa, para participar de seu segundo CD e DVD ao vivo, Multishow Ao Vivo: Ivete no Maracanã (2007), regravando a canção, na qual ambos dividiram os vocais.
- Em 2024, o grupo de pagode brasileiro Menos é Mais lançou uma versão em português intitulada "Coração Partido" presente no álbum Churrasquinho 3 (Ao Vivo).